# Atalaya (província)
Atalaya é uma província do Peru localizada na região de  Ucayali. Sua capital é a cidade de Atalaya.

## Distritos da província
- Raymondi
- Sepahua
- Tahuanía
- Yurua